# Supremacy (gra komputerowa)
Supremacy (inne nazwy: Supremacy: Your Will Be Done, w Stanach Zjednoczonych – Overlord) – komputerowa gra strategiczna produkcji Probe Software, wydana w roku 1990 przez firmę Melbourne House. Autorem muzyki do gry jest Jeroen Tel. Supremacy ma cechy strategii czasu rzeczywistego i jest jedną z najwcześniej wydanych gier tego gatunku.

## Rozgrywka
Supremacy to gra strategiczna rozgrywająca się w kosmosie, w galaktyce Epsilon. Jej celem jest podbój systemu gwiezdnego składającego się z 8, 16 lub 32 planet i przejęcie planety startowej przeciwnika – przedstawiciela obcej cywilizacji. W tym celu gracz zarządza ekonomią swoich planet, kolonizuje niezamieszkane dotąd planety i prowadzi działania wywiadowcze oraz militarne. Do wyboru jest 4 przeciwników (Wotok, Smine, Krart i Rorn) o różnym stopniu trudności i wielkości układu gwiezdnego.
Gracz steruje grą przy pomocy wskaźnika, wskazując odpowiednie ikony i zarządzając w ten sposób ekonomią planet, ruchem statków kosmicznych oraz treningiem żołnierzy.

## Wersje
Pierwotnie gra została wydana w wersjach na Amigę i Atari ST w 1990 r. Wersje wydane na C64 w 1991 r. i MS-DOS w 1993 r. mają odmienną szatą graficzną. Ostatnia wersja gry, na NES wydana w 1993 r. znacznie różni się od pozostałych – inny jest system walki, ekonomii, różni się także ścieżka dźwiękowa.

## Odbiór gry
Gra została bardzo dobrze przyjęta przez ówczesne czasopisma zajmujące się tematyką gier komputerowych. Gra była chwalona w czasopiśmie Commodore Format m.in. za świetną grafikę i bardzo dobre efekty dźwiękowe, trudnych przeciwników komputerowych i dobrze przygotowaną instrukcję. Nazwano ją też „prawdopodobnie najbardziej kompleksową i ekscytują grą strategiczną na Commodore 64 na świecie”. Od magazynu Your Commodore gra otrzymała wyróżnienie „YC Fun One”. Magazyn Zzap!64 określił z kolei Supremacy jako grę, której nikt nie powinien przegapić.

## Ścieżka dźwiękowa
Utwór ze ścieżki dźwiękowej gry stworzony przez Jeroena Tela uważany jest za jeden z najlepszych w historii układu dźwiękowego SID i był wielokrotnie wykorzystywany przez zespoły grające covery utworów stworzonych przy pomocy tego układu, na przykład C64 Orchestra, czy Machinae Supremacy.